# Président de la République d'Haïti
Le président de la République d'Haïti est le chef de l'État haïtien.
Depuis l'assassinat de Jovenel Moïse le 7 juillet 2021 dans l'exercice de ses fonctions, le poste est vacant. L'intérim était assuré par Ariel Henry jusqu'au 11 mars 2024, date à laquelle le poste devient vacant sans intérim. Un Conseil présidentiel de transition est nommé le 25 avril et assure de façon collégiale les fonctions de chef de l'État ; son président, Edgard Leblanc Fils, est élu le 30. Le gouvernement dirigé alors par le Premier ministre par intérim Michel Patrick Boisvert reste la seule autorité politique subsistante bien que son contrôle effectif sur le pays soit très limité.

## Élection

### Modalités
Le président de la république d'Haïti est élu pour un mandat de 5 ans par le biais d'une forme modifiée du scrutin uninominal majoritaire à deux tours. Est élu au premier tour le candidat qui remporte la majorité absolue des suffrages exprimés, ou plus de 25 % d'avance sur celui arrivé en deuxième position. À défaut, un second tour est organisé entre les deux candidats arrivés en tête. Est alors élu celui qui reçoit le plus grand nombre de suffrages.
Un président ne peut exercer qu'un maximum de deux mandats, espacés au minimum d'un intervalle de cinq ans, soit la durée d'un mandat entier. L'élection se tient le dernier dimanche d'octobre de la cinquième année du mandat et le mandat du président élu débute le 7 février suivant la date de son élection.
Depuis la réforme de la constitution de 2012, si le poste de président de la République devient vacant, le Conseil des ministres assure l'intérim jusqu'à l'élection d'un nouveau président. Si la vacance du poste a lieu avant la quatrième année du mandat, une élection anticipée au suffrage universel est organisée entre 60 et 120 jours pour terminer le mandat. Dans le cas contraire, un président provisoire est élu par l'Assemblée nationale dans les 60 jours pour terminer le mandat.

### Éligibilité
Pour être élu président de la république d'Haïti, il faut :
1. être Haïtien de naissance et n'avoir pas répudié sa nationalité d'origine ;
2. être âgé de trente-cinq (35) ans accomplis au jour des élections ;
3. jouir de ses droits civils et politiques et n'avoir jamais été condamné à une peine afflictive et infamante pour crime de droit commun ;
4. être propriétaire en Haïti d'un immeuble au moins et avoir dans le pays une résidence habituelle ;
5. résider dans le pays depuis cinq années consécutives avant la date des élections ;
6. avoir reçu décharge de sa gestion si on a été comptable des deniers publics.

## Serment
Avant d'entrer en fonction, le président de la république d'Haïti prête devant l'Assemblée nationale le serment suivant :
« Je jure, devant Dieu et devant la Nation, d'observer fidèlement la Constitution et les lois de la République, de respecter et de faire respecter les droits du peuple haïtien, de travailler à la grandeur de la Patrie, de maintenir l'indépendance nationale et l'intégrité du territoire. »

## Attributions et pouvoirs
Le président de la république d'Haïti, chef de l'État, veille au respect et à l'exécution de la Constitution et à la stabilité des institutions. Il assure le fonctionnement régulier des pouvoirs publics ainsi que la continuité de l'État.
Le président de la République choisit un Premier ministre parmi les membres du parti ayant la majorité absolue au Parlement. La majorité est établie sur la base des résultats électoraux des élus dans chacune des deux chambres. À défaut de cette majorité, le président de la République choisit le Premier ministre en
consultation avec le président du Sénat et celui de la Chambre des députés.
Il ne peut révoquer le Premier ministre sauf si celui-ci lui remet sa démission ou reçoit un vote de censure par le Parlement.
Il accrédite les ambassadeurs et les envoyés extraordinaires.
Il déclare la guerre, négocie et signe les traités de paix avec l'approbation de l'Assemblée nationale.
Le président de la République, nomme, après délibération en Conseil des ministres puis approbation du Sénat, le commandant en chef de l’Armée d’Haïti, le commandant en chef de la Police nationale et les conseils d'administration des organismes autonomes.
Le président de la République est le chef nominal des forces armées, il ne les commande jamais en personne.
Il promulgue les lois et il possède le droit d'objection avant de promulguer une loi.
Il a le droit de grâce et de commutation de peine à l'exception des condamnations prononcées par la Haute Cour de justice.
Il préside le Conseil des ministres.
Il possède l'immunité et ne peut être en aucun cas poursuivi par la justice durant son mandat.
Le président de la République n'a d'autres pouvoirs que ceux que lui attribue la Constitution.